# Melaneo
Nella mitologia greca, Melaneo era uno dei figli di Apollo, e il fondatore della città di Ecalia, la cui localizzazione è incerta.
Melaneo ereditò dal padre l'abilità con l'arco, e fu il padre di Eurito (un altro noto arcere) e di Ambracia, eponima della città di Ambracia in Epiro. Secondo una versione del mito, fu lo stesso Apollo a rapire Stratonice, figlia di re Portaone d'Etolia, per offrirla in sposa al figlio. Secondo un'altra versione sua moglie fu invece la ninfa Ecalia, eponima della città. Secondo la versione di Antonino Liberale, Melaneo fu anche re dei Driopi.